# Eumicrotremus tartaricus
Eumicrotremus tartaricus är en fiskart som beskrevs av Lindberg och Legeza, 1955. Eumicrotremus tartaricus ingår i släktet Eumicrotremus och familjen sjuryggsfiskar. Inga underarter finns listade i Catalogue of Life.